# IT統制
IT統制（ - とうせい）は、内部統制のうち、情報システムに関連するもの。現代の企業活動にはコンピュータが欠かせないため、IT統制によって情報技術の適正な整備と運用が必要である。

## 概要
IT統制は以下の３段階で構成される。
　１．IT全社的統制　（ちゃんと動く）
　　　情報システムが適正に構築され運用できるように、方針や計画、手続き、ルールなどを整備し、運用し、監視や改善がなされる。
　２．IT全般統制　（きちんと整備する）
　　　情報システムが常に適切に運用できる状態を維持し、実行する。具体的には通常のメンテナンスとともに、最新技術の動向を把握し、セキュリティに腐心する。
　３．IT業務処理統制　（適切に使う）
　　　適切な業務の遂行のために、情報システムを、正しいデータで、正しいユーザが、正しい使い方をする。具体的には、データチェック、アクセス権限管理、利用規約徹底などである。